# Sjarhej Kascicyn
Sjarhej Alehavič Kascicyn (in bielorusso Сяргей Алегавiч Касціцын?; Navapolack, 20 marzo 1987) è un hockeista su ghiaccio bielorusso.

## Carriera
La sua carriera è iniziata nella stagione 2005/06 in OHL con i London Knights. Nel 2007/08 ha giocato in AHL con gli Hamilton Bulldogs, prima di approdare in NHL con i Montreal Canadiens.
Dal 2008 al 2010 ha avuto un'altra esperienza agli Hamilton Bulldogs, mentre dal 2010 al 2012 in NHL ha indossato la casacca dei Nashville Predators.
In KHL ha vestito le maglie di Avangard Omsk (2012/13, 2013/14), Ak Bars Kazan (2014/15), Torpedo Nizhny Novgorod (2015/16, dal 2017) e HC Dinamo Minsk.